# Statuts des étudiants-athlètes en NCAA
 (avril 2025).
Les étudiants-athlètes en NCAA sont désignés par un statut précis, cette dénomination est valable pour les étudiants en général, mais surtout pour les étudiants-athlètes en fonction de leur année d'étude (ancienneté scolaire) dans l'enseignement supérieur américain. Le statut est très présent au sein de la National Collegiate Athletic Association notamment en basket-ball et football américain.
Un joueur universitaire ne peut disputer que quatre saisons sportives (sauf dérogation), durant lesquelles on le qualifie successivement de :
1. Freshman (première année)[2] ;
2. Sophomore (seconde année)[3] ;
3. Junior (troisième année)[4] ;
4. Senior (quatrième année)[5],[6].

## Cas particuliers

### Redshirt
Le statut de Redshirt s’applique aux étudiants-athlètes qui, pendant une saison, ne participent pas à des matchs officiels, leur permettant ainsi d’étendre leur éligibilité sportive à cinq saison au lieu de quatre en temps normal. Depuis 2018, la NCAA autorise les redshirts à disputer jusqu’à quatre matchs sur une saison sans perdre une année d’éligibilité.
Ce statut s'applique pour des raisons médicales, notamment en cas de blessure grave privant un étudiant-athlète d'une saison entière ou bien quand un étudiant-athlète est intellectuellement précoce.
Enfin, le plus souvent, le statut de redshirt s'applique pour des raisons sportives : un jeune joueur qui ne pourrait pas prétendre à un rôle majeur au sein d'un programme, alors le statut de redshirt, lui permet de s'entrainer et même de jouer quelques matchs, sans affecter son éligibilité sportive. Par exemple, un redshirt-freshman est un étudiant-athlète de deuxième année (sophomore) qui a conservé sa première année d'éligibilité via un redshirt,,,.

### True Freshman
Parfois on parle également de True freshman, pour indiquer qu'un athlète est vraiment dans sa première année universitaire dès sa sortie du lycée (High School) et n'a donc pas bénéficié de dérogation ou une blessure lui donnant le statut de Redshirt.
Le statut s'appliquait aux joueurs changeant d'équipe, qui devaient alors passer un an sans jouer en NCAA. Cela a été le cas d'Olivier Saint-Jean et de nombreux autres joueurs connus, mécontents de leur rôle dans leur première équipe.
Cette règle était faite pour décourager les transferts. Elle ne s'appliquait toutefois pas aux joueurs changeant de ligue, comme ceux ayant fait leurs deux années de « junior college » et poursuivant dans un « college » de NCAA.
Le transfer portal (portail des transferts) de la NCAA est lancé en 2018, afin de gérer et de faciliter le processus pour les étudiants-athlètes souhaitant être transférés vers d'autres universités. Depuis 2021, il est permis aux étudiants-athlètes des divisions I de football américain, de basket-ball masculin et féminin, de hockey sur glace masculin et de baseball de changer d'université via le portail, une fois, sans avoir à attendre une année après le transfert.

### Walk-on
Un walk-on désigne un étudiant-athlète qui intègre un programme universitaire sans bénéficier d'une bourse sportive (scholarship en anglais). Cependant, il peut obtenir une bourse d'un programme après avoir passé un essai alors qu'il est déjà étudiant au sein de l'université, ce qui signifie qu'il n'a pas été recruté initialement par les entraîneurs, le niveau du walk-on ayant pu être jugé insuffisant au moment du recrutement, ou parce que celui-ci n'envisageait simplement pas de poursuivre une carrière d'étudiant-athlète.

### Statut juridique des étudiants-athlètes en NCAA
Les championnats NCAA ont longtemps été strictement amateur, au sein des grandes universités, les étudiants-athlètes sont équipés et s’entraînent comme des professionnels. Cependant, le principe d'amateurisme fut imposé par la NCAA, interdisait toute forme de rémunération aux étudiants-athlètes jusqu'en 2021. Aucune rémunération directe, mais la majorité des étudiants accédait à l'université par des bourses (scholarship en anglais). Une bourse finançant une année d'études, hors de porté de la plupart des étudiants-athlètes, pour des raisons financières. Le système permettait aux moins fortunés d'accéder à l'université, mais le plus souvent dans le seul espoir d'être remarqué et puis drafté par la NFL ou la NBA, les études étant au second plan. Les enjeux économiques étaient trop importants, les étudiants-athlètes stars et les universités en étaient les grands gagnants, tandis que la très grande majorité des étudiants-athlètes vivaient dans une situation précaire.
En septembre 2019, l'État de Californie fait passer une loi  donnant le droit aux étudiants-athlètes de jouir de leurs droits d'image ou encore d'être représenté par un agent dès 2023. Les règles de la NCAA en vigueur sanctionnaient tout étudiant-athlète tirant des revenus de leurs droits d'image par la perte de leur bourse et leur éligibilité sportive. Par la suite, une décision à l'unanimité de la Cour suprême des États-Unis du 21 juin 2021, statuant contre la NCAA sur sa position de monopole (« Antitrust »), confirme que la NCAA n'est pas en autorité d'imposer des restrictions sur l’indemnisation ou la rémunération des étudiants-athlètes.
Par conséquent, la NCAA a été contrainte de retirer ce même principe d'amateurisme en place depuis sa création. Dès lors, les étudiants-athlètes peuvent d’être rémunérés en vertu de leur nom, leur image ou de toute forme de ressemblance (en anglais NIL : Name, Image and Likeness) depuis le 1er juillet 2021. Ils peuvent désormais conserver leur bourse et leur éligibilité sportive, en plus des revenus potentiels provenant de leurs droits à l'image.
En juin 2025, dans le cadre de l'action collective « House vs NCAA », la juge fédérale, Claudia Wilken, autorise les universités à rémunérer directement leurs étudiants-athlètes. Applicable dès le 1er juillet 2025, les universités de l'élite (FBS) peuvent avoir une masse salariale allant jusqu'à 20,5 millions de dollars par an pour l'ensemble de leurs étudiants-athlètes, ce qui constitue un changement majeur de leur statut lesquels deviennent désormais et de facto salariés de leur université.